# Belgische Wasserballnationalmannschaft der Männer
Die belgische Wasserballnationalmannschaft der Männer ist die Nationalmannschaft der belgischen Männer in der Sportart Wasserball. Sie vertritt Belgien bei internationalen Wettbewerben wie Olympischen Spielen, Weltmeisterschaften oder Europameisterschaften. Die organisatorische Verantwortung liegt beim belgischen Schwimmverband (Koninklijke Belgische Zwembond, KBZB).
Die größten Erfolge der Nationalmannschaft sind der Gewinn von vier Silbermedaillen und zwei Bronzemedaillen bei Olympischen Spielen sowie drei Bronzemedaillen bei Europameisterschaften.

## Erfolge
Die belgische Mannschaft qualifizierte sich für die Teilnahme an elf olympischen Wasserballturnieren und zehn Europameisterschaften.

### Olympische Spiele
- 1900 (Club de Natation de Bruxelles): Silbermedaille
- 1908: Silbermedaille
- 1912: Bronzemedaille
- 1920: Silbermedaille
- 1924: Silbermedaille
- 1928: 5. Platz
- 1936: Bronzemedaille
- 1948: 4. Platz
- 1952: 6. Platz
- 1960: 13. Platz
- 1964: 7. Platz

### Europameisterschaften
- 1926: 4. Platz
- 1927: Bronzemedaille
- 1931: 4. Platz
- 1934: Bronzemedaille
- 1938: 4. Platz
- 1947: Bronzemedaille
- 1954: 9. Platz
- 1958: 10. Platz
- 1962: 6. Platz
- 1966: 10. Platz
- 1970: 12. Platz

## ISHOF
Bislang wurden zwei belgische Wasserballspieler in die International Swimming Hall of Fame (ISHOF) aufgenommen:
- Joseph Pletincx (1888–1971), Aufnahme 1988
- Gérard Blitz (1901–1979), Aufnahme 1990